# Subarachnoidalraum
Der Subarachnoidalraum, auch Subarachnoidealraum (Spatium subarachnoideum, Cavitas subarachnoidea, Cavum subarachnoideale, Cavum hyparachnoidicum oder Cavum leptomeningicum), ist ein spaltförmiger Raum um das Zentralnervensystem (Gehirn und Rückenmark) zwischen den beiden Hirnhäuten Arachnoidea und Pia mater. Da in ihm die Gehirn-Rückenmarksflüssigkeit (Liquor cerebrospinalis) zirkuliert, wird er auch als äußerer Liquorraum bezeichnet. Er steht mit dem als innerer Liquorraum zu verstehenden Ventrikelsystem in Verbindung. Der Subarachnoidalraum setzt sich entlang der Gefäße, die von außen in das Gehirn ziehen, als sogenannter Virchow-Robin-Raum (nach Rudolf Virchow, 1821–1902, und Charles-Philippe Robin, 1821–1885) oder Spatium perivasculare fort.

## Zisternen
Der Subarachnoidalraum ist an den Stellen erweitert, wo die spezifische Gestalt des Gehirns größere Abstände zur Schädelkapsel bedingt. Sie werden als Zisternen (Cisternae subarachnoideae) bezeichnet. Die Zisternographie ist ein speziell auf diese Zisternen angepasstes bildgebendes Verfahren.

### Cisterna cerebellomedullaris
Die Cisterna cerebellomedullaris (auch Cisterna magna) liegt nackenseitig zwischen Kleinhirn (Cerebellum) und Rückenmark (Medulla spinalis). Diese Erweiterung kann durch den Spalt zwischen Hinterhaupt und Atlas zur Liquorentnahme punktiert werden, wobei diese Subokzipitalpunktion nur in Ausnahmefällen durchgeführt und normalerweise die Lumbalpunktion bevorzugt wird.

### Cisterna fossae lateralis cerebri
Die Cisterna fossae lateralis cerebri (auch: Cisterna valleculae lateralis cerebri) liegt am Großhirn im Bereich der Insel zwischen Temporal-, Scheitel- und Stirnlappen des Cortex.

### Cisterna chiasmatica
Die Cisterna chiasmatica liegt an der Unterseite des Zwischenhirns um die Sehnervenkreuzung (Chiasma opticum).

### Cisterna interpeduncularis
Die Cisterna interpeduncularis liegt am Mittelhirn im Bereich der Großhirnschenkel (Crura cerebri). Cisterna interpeduncularis und Cisterna chiasmatica werden gemeinsam als Cisterna basalis bezeichnet.

### Cisterna quadrigeminalis
Die Cisterna quadrigeminalis liegt im Bereich der Vierhügelplatte (Lamina tecti) am dorsalen Mittelhirn. Cisterna quadrigeminalis und Cisterna interpeduncularis werden gemeinsam als Cisterna ambiens bezeichnet, welche das Mittelhirn umfasst.

### Cisterna pericallosa
Die Cisterna pericallosa befindet sich zwischen der Oberfläche des Balkens (Corpus callosum) und dem unteren Rand der Großhirnsichel.

### Cisterna pontocerebellaris superior
Die Cisterna pontocerebellaris superior liegt am lateralen Teil der Brücke (Pons) an der Grenze zum Kleinhirn.

### Cisterna pontocerebellaris inferior
Die Cisterna pontocerebellars inferior liegt im Kleinhirnbrückenwinkel.

### Cisterna ambiens
Die Cisterna ambiens liegt kaudal des dritten Ventrikels und seitlich des Mittelhirns. Sie umfasst die Arteria cerebri posterior und die Arteria superior cerebelli.

## Klinische Hinweise
Die Punktion des Liquorraums zur Entnahme von Liquor cerebrospinalis wird vorwiegend im Bereich der Lendenwirbelsäule (Cisterna lumbalis) vorgenommen (Lumbalpunktion). Auch eine Punktion der Cisterna cerebellomedullaris ist möglich, aber weitaus riskanter, da hier Strukturen des Stammhirns verletzt werden können.
Die Injektion wasserlöslicher Röntgenkontrastmittel in den Subarachnoidalraum wird zur Röntgendarstellung des Wirbelkanals und von Rückenmarksstrukturen genutzt (Myelographie). In bestimmten Fällen werden Medikamente intrathekal, das heißt direkt in den Liquorraum, appliziert.
Bei Subarachnoidalblutungen tritt Blut in den Subarachnoidalraum ein, wo es sich vor allem in den Zisternen ansammelt.

## Perivaskulärer Raum
Beim Eintritt der Arterien und Venen durch die Hirnhäute in das Zentralnervensystem (ZNS) findet der Subarachnoidalraum eine Fortsetzung entlang eines engen Raums rund um die Adern, des so genannten perivaskulären Raums (Spatium perivasculare oder Virchow-Robin-Raum). Dieser Raum hat eine zentrale Funktion bei der Abfallentsorgung des ZNS. Pathologische Ausweitungen dieser Räume lassen sich durch bildgebende Verfahren darstellen, und es wird untersucht (Stand 2017), inwieweit sich hierdurch Biomarker für die frühe Erkennung neurodegenerativer Erkrankungen entwickeln lassen.

### Funktionen bei Abfallentsorgung des Gehirns
Der perivaskuläre Raum bildet Start und Ziel des Mikro-Kreislaufs des ZNS zur Abfallentsorgung im 2012 entdeckten glymphatischen System. Durch den perivaskulären Raum rund um die Arterien gelangt in einem ständigen Strom – angetrieben durch die vom Pulsschlag ausgelösten Wellenbewegungen der Arterienwände – ein kleiner Teil des Liquor cerebrospinalis aus dem Subarachnoidalraum in alle Bereiche des ZNS.
Dort wird er mit Hilfe der Glia (Stützzellen) verteilt und fließt am Ende – unter Mitnahme von Abfallstoffen – wieder ab, vermutlich teilweise direkt in die Dura mater, und zwar in die dortigen – erst 2015 entdeckten – Auffanggefäße des lymphatischen Systems, des normalen Entsorgungssystems des übrigen Körpers. Der Abtransport aus dem Gehirn heraus erfolgt durch den perivaskulären Raum rund um die Außenwände der Venen. Zu welchem Anteil eine Einspeisung in die Lymphgefäße der Dura mater oder die weiter entfernten Lymphbahnen am Hals besteht, ist noch nicht (Stand 2017) geklärt.

### Potentielle klinische Bedeutung als Biomarker
Pathologische Ausweiterungen perivaskulärer Räume lassen sich durch Magnetresonanztomographie (MRT) darstellen. Ferner sind bereits Anzeichen dafür gefunden worden, dass solche Ausweitungen Hinweise sein können für kleine Gefäßschäden, ein erhöhtes Risiko für Schlaganfall und die Entwicklung von Demenz. Aus diesem Grund wird intensiv daran geforscht (Stand 2017), inwieweit sich auf diesem Wege Biomarker zur Feststellung früher Anzeichen neurodegenerativer Erkrankungen finden lassen.